# بيز سيسفيننا
بيز سيسفيننا (بالإنجليزية: Piz Sesvenna)‏ هو أحد جبال سلسلة جبال الألب سيسفيينا ويقع في كانتون غراوبوندن في سويسرا. يحتل المرتبة رقم 134 في قائمة جبال سويسرا من حيث الارتفاع، إذ يبلغ ارتفاعه حوالي 3204 متر، بينما يبلغ ارتفاع نتوء الجبل 1055 متر.